# Resultados do Carnaval de São Paulo em 1973
Esta página contém os resultados do Carnaval de São Paulo em 1973.

## Escolas de samba

### Grupo 1
Classificação
| Legenda: Campeã Rebaixada |

| Col. | Escola                | Enredo                                       | Pontos |
| ---- | --------------------- | -------------------------------------------- | ------ |
| 1    | Mocidade Alegre       | Ode de um Povo - Odisséia de um Povo         | 103,0  |
| 2    | Camisa Verde e Branco | As quatro Estações do Ano                    | 100,0  |
| 3    | Vai-Vai               | Lamartine Babo - Hino ao Carnaval Brasileiro | 84,0   |
| 4    | Império do Cambuci    | Epopéia Gloriosa do Café - "Ouro Verde"      | 79,0   |
| 5    | Imperador do Ipiranga | Asas ao Homem, Glórias ao Brasil             | 76,0   |
| 6    | Unidos do Peruche     | Brasilidade                                  | 74,0   |
| 7    | Nenê de Vila Matilde  | São Paulo na Academia Brasileira de Letras   | 73,0   |
| 8    | Acadêmicos do Tatuapé | O Brasil Recebe a África                     | 64,0   |
| 9    | Fio de Ouro           | Abolição da Escravatura                      | 39,0   |
| 10   | Unidos de Vila Maria  | Quando Chega a Primavera                     | 31,0   |

### Grupo 2
Classificação
| Legenda: Promovida Rebaixada |

| Col. | Escola                    | Enredo                 | Pontos |
| ---- | ------------------------- | ---------------------- | ------ |
| 1    | Cabeções de Vila Prudente |                        | 74,0   |
| 2    | Morro da Casa Verde       | Brasil, Amor e Paz     | 67,0   |
| 3    | Acadêmicos do Peruche     | Um Batizado na Senzala | 62,0   |
| 4    | Lavapés                   | Bahia de Todo Sempre   | 57,0   |
| 5    | Flor de Maio              |                        | 47,0   |
| 6    | Nenê da Vila Ede          | Memória Eterna         | 44,0   |

### Grupo 3
Classificação
| Legenda: Promovida Desclassificada |

| Col. | Escola                           | Enredo                                            | Pontos |
| ---- | -------------------------------- | ------------------------------------------------- | ------ |
| 1    | Rosas de Ouro                    | Formação Étnica                                   | 84,0   |
| 2    | Príncipe Negro de Vila Prudente  |                                                   | 62,0   |
| 3    | Paulistano da Glória             |                                                   | 62,0   |
| 4    | Falcão do Morro Itaquerense      | Confederação dos Tamoios - Obrigado Irmão da Mata | 55,0   |
| 5    | Acadêmicos do Ipiranga           | Mário de Andrade, o Mulato Genial                 | 55,0   |
| 6    | Garotos da Chácara Santo Antônio | O Brasil e Seus Minerais                          | 46,0   |
| 7    | Brasil da Cachoeirinha           | Bahia em Festa                                    | 39,0   |
| 8    | Primeira de Santo Estevão        | Exaltação à Carlos Gomes                          | 25,0   |
| 9    | Estrela Brilhante                |                                                   | 19,0   |
| —    | Folha Azul dos Marujos           |                                                   | --     |
| —    | União do Bom Retiro              |                                                   | --     |